# Miraculum (przedsiębiorstwo)
Miraculum S.A. (dawniej Grupa Kolastyna, Laboratorium Kolastyna SA) – polskie przedsiębiorstwo kosmetyczne. 
Spółka Miraculum S.A. jest jednostką dominującą grupy kapitałowej, do której należą: Miraculum S.A. jako podmiot dominujący oraz BIONIQ. Institute of Skin Care Technology Sp. z o.o jako podmiot zależny.

13 lutego 2007 spółka zadebiutowała jako Grupa Kolastyna na warszawskiej Giełdzie Papierów Wartościowych.
11 marca 2010 zarząd przedsiębiorstwa złożył w Sądzie Rejonowym dla Krakowa-Śródmieścia wniosek o ogłoszenie upadłości z możliwością zawarcia układu.
16 kwietnia 2010 Sąd Rejonowy dla Krakowa-Śródmieścia w Krakowie, Wydział VIII Gospodarczy dla spraw upadłościowych i naprawczych wydał postanowienie o ogłoszeniu upadłości z możliwością zawarcia układu.
30 czerwca 2010 Zarząd Grupa Kolastyna S.A. w upadłości układowej zawarł umowę sprzedaży marki KOLASTYNA na rzecz Sarantis Polska S.A. Spółka Grupa Kolastyna S.A. zobowiązała się do zmiany firmy do dnia 31 grudnia 2010 r. w ten sposób, aby nie zawierała ona słowa „Kolastyna”. Do tego czasu Spółka może używać tego słowa jako oznaczenia przedsiębiorstwa, jak również zarządzać stroną korporacyjną: grupakolastyna.pl. Po tym czasie spółka zmieni nazwę na Miraculum S.A. W wyniku przejęcia Sarantis Polska S.A. zyskała prawo do: kilkudziesięciu znaków towarowych służących do oznaczania produktów sprzedawanych pod tą marką, na czele ze znakiem parasolowym: K Kolastyna Laboratorium, prawa autorskie do posiadanych znaków towarowych, receptury i know-how związane z produktami produkowanymi pod tymi znakami towarowymi, formy służące do produkcji opakowań, towary i surowce związane z tymi produktami, a także domeny internetowe związane z marką „Kolastyna”. Cena sprzedaży wyniosła 11,6 mln zł.
31 grudnia 2010 Grupa Kolastyna S.A. zmieniła nazwę na Miraculum S.A.
29 grudnia 2016 roku zmieniono siedzibę spółki z Krakowa na Warszawę.